# Listă de autori de literatură pentru adolescenți
Literatura pentru adolescenți (sau tineret)

## Definiție
Literatura pentru adolescenți , e atât de compozită prin tematică, astfel încât a fost recunoscută ca gen autonom  doar de puțină vreme, de la sfârșitul anilor 60. Cărțile pentru adolescenți se întind pe un interval considerabil, de la science fiction la autobiografiey.  Genul e descris ca adunând opere care pot interesa pe adolescenți sau pe tineri. Asociația Bibliotecarilor Americani  (ABA) îi consideră adolescenți sau tineri pe cei cu vârsta intre 12-18 ani. 
Identificarea separată în clasificarea biblioteconomică a literaturii pentru tineret  a debutat în 1960. Inițial, bibliotecarii au aranjat aceste cărți în rafturi separate, iar editorii le-au urmat exemplul, deosebindu-le de literatura pentru copii sau de cea destinată în exclusivitate adulților.
Câteva exemple ar putea fi The Yearling de Marjorie Kinnan Rawlings, Contele de Monte Cristo by Alexandre Dumas, De veghe în lanul de secară de J.D. Salinger și Aventurile lui Tom Sawyer  de Mark Twain. În special, romanul lui Salinger, cu protagonistul său foarte problematic, a avut o influență uriașă asupra autorilor de asemenea gen de literatură. 
În SUA se publică aproximativ 400 de titluri pe an. Pionierii acestui gen includ nume ca  Judy Blume, S.E. Hinton. Autori foarte cunoscuți de literatură pentru adulți au scris măcar un titlu din acest gen. Între ei figurează Michael Chabon (Summerland), Joyce Carol Oates (Big Mouth & Ugly Girl), sau Francine Prose (After).

## Lista autorilor de literatură pentru adolescenți
- Lloyd Alexander:  Westmark, Kestral, The Beggar Queen
- David Almond:  Kit's Wilderness
- Elaine M. Alphin:  Counterfeit Son
- Julia Alvarez:  Before We Were Free, How the Garcia Girls Lost Their Accents, Yo!
- Laurie Halse Anderson:  Speak
- Maya Angelou (poeta):  I Know Why the Caged Bird Sings, Heart of a Woman
- Anonymous: Go Ask Alice
- Avi:  Nothing But the Truth, True Confessions of Charlotte Doyle
- T.A. Barron:  The Ancient One
- Lynda Barry, cartoonist,
- Lois Thompson Bartholomew: The White Dove
- Joan Bauer:  Rules of the Road, Squashed, Stand Tall
- Francesca Lia Block:  Weetzie Bat, Witch Baby, Baby Be-Bop, Cherokee Bat and the Goat Guys
- Judy Blume:  Forever, Tiger Eyes
- Ray Bradbury (autor de science fiction):  Fahrenheit 451
- Robin F. Brancato:  Facing Up, Winning
- Eve Bunting:  A Sudden Silence
- Meg Cabot:  The Princess Diaries, All-American Girl
- Michael Chabon (primarily an author of adult fiction): Summerland
- Alice Childress: A Hero Ain't Nothing But a Sandwich
- Sandra Cisneros:  The House on Mango Street
- Mary Higgins Clark
- Vera Cleaver and Bill Cleaver:  Where the Lillies Bloom
- Brock Cole:  The Goats
- Eoin Colfer:  Artemis Fowl
- Christopher Collier and James Lincoln Collier:  My Brother Sam is Dead
- Ellen Conford:  We Interrupt this Semester for an Important Bulletin
- Pam Conrad:  My Daniel
- Caroline B. Cooney:  The Face on the Milk Carton, Twenty Pageants Later, Driver's Ed
- Robert Cormier:  The Chocolate War, After the First Death, The Bumblebee Flies Anyway, Fade, I Am the Cheese, Tenderness, We All Fall Down
- Sharon Creech:  Walk Two Moons
- Linda Crew:  Children of the River
- Chris Crutcher:  Ironman, Staying Fat for Sarah Byrnes, Stotan!, Whaletalk
- Christopher Paul Curtis:  The Watsons Go to Birmingham -- 1963, Bud Not Buddy
- Karen Cushman:  Catherine Called Birdy
- Roald Dahl:  Willy Wonka and the Chocolate Factory
- Maureen Daly:  Seventeenth Summer
- Paula Danziger:  The Cat Ate My Gymsuit, The Divorce Express
- Sarah Dessen:  Dreamland, Keeping the Moon
- Carl Dueker:  Heart of a Champion and other sports stories
- Peter Dickinson:  Eva
- Sir Arthur Conan Doyle:  povsetile cu  Sherlock Holmes, scris einitial pentru un public adult
- Lois Duncan:  I Know What You Did Last Summer, Killing Mr. Griffin, Summer of Fear
- Nancy Farmer:  The Ear, the Eye and the Arm; House of the Scorpion
- Paul Fleischman: Whirligig
- Alex Flinn:  Breathing Underwater
- Anne Frank:  Diary of a Young Girl
- Paula Fox:  One-Eyed Cat, The Slave Dancer
- Benedict & Nancy Freedman:  Mrs. Mike
- Russell Freedman:  Lincoln: a Photobiography, The Life and Death of Crazy Horse, Eleanor Roosevelt: a Life Discovered and other nonfiction
- Jack Gantos:  Joey Pigza stories, Hole in My Life (autobiography of his youth)
- Nancy Garden:  Annie on my Mind, The Year They Burned the Books
- Jean Craighead George:  Julie of the Wolves, My Side of the Mountain, Julie
- Parke Godwin: The Tower of Beowulf
- Bette Greene:  Summer of My German Soldier
- Rosa Guy:  The Friends, The Disappearance
- Margaret Peterson Haddix:  Among the Hidden, Among the Imposters and sequels
- James Haskins Fighting Shirley Chisolm, The Geography of Hope
- Ann Head:  Mr. and Mrs. Bo Jo Jones
- Nat Hentoff :  Does This School Have Capital Punishment?
- Karen Hesse:  Out of the Dust, Witness (novels in verse)
- Carl Hiaasen: Hoot and Flush
- S.E. Hinton:  The Outsiders, Rumblefish, Tex
- Will Hobbs:  Bearstone, Far North, Ghost Canoe, Kokopelli's Flute
- Brian Jacques:  Redwall and sequels
- Paul B. Janeczeko, editor of poetry anthologies for teens, e.g. Don't Forget to Fly
- Angela Johnson:  Heaven
- Harold Keith:  Rifles for Watie
- M.E. Kerr:  Dinky Hocker Shoots Smack, Little Little, Night Kites, Deliver Us from Evie, Fell, Gentlehands
- Stephen King :  Carrie, Christine, Cujo
- David Klass:  Danger Zone,  You Don't Know Me
- Annette Curtis Klause:  The Silver Kiss, Blood and Chocolate
- E.L. Konigsburg:  Silent to the Bone
- Ron Koertge:  Tiger, Tiger, Burning Bright
- Kathryn Lasky:  Beyond the Burning Time, True North
- Ursula K. Le Guin (a scris si literatura pentru adulti): The Left Hand of Darkness
- Madeleine L'Engle:  A Wrinkle in Time and its sequels
- Robert Lipsyte:  The Brave, The Chief, The Contender, One Fat Summer
- Lois Lowry:  The Giver, The Silent Boy, Number the Stars.
- Chris Lynch: Whitechurch
- Anne McCaffrey:( fantasy) seria  Dragonriders of Pern
- Joyce McDonald:  Swallowing Stones, Shadow People, Shades of Simon Gray
- Robin McKinley:  Beauty, Hero of the Blue Sword, Spindle's End
- Norma and Harry Mazer:  Heartbeat
- Ben Mikaelsen:  Petey, Touching Spirit Bear
- Bobbie Ann Mason:  In Country
- Milton Meltzer (primarily an author of nonfiction): Underground Man (historical fiction)
- Walter Dean Myers:  Fallen Angels, Hoops, Monster, The Mouse Rap, Outside Shot, Scorpions, Slam, Bad Boy (autobiography of his youth),  Malcolm X: By Any Means Necessary
- Phyllis Reynolds Naylor:  Ice, Shiloh
- Joan Lowery Nixon: The Other Side of Dark
- Andre Norton (psuedonim): The Stars Are Ours, Star Gate, *Joyce Carol Oates (primarily an author of adult fiction): Big Mouth & Ugly Girl
- Zibby Oneal: The Language of Goldfish
- Linda Sue Park:  A Single Shard, When My Name Was Keoko
- Katherine Paterson:  Jacob Have I Loved, Lyddie
- Gary Paulsen:  Hatchet, Canyons, The Island, The River, Brian's Winter, Nightjohn, Sarney, Soldier's Heart
- Richard Peck: Are You in the House Alone?, Father Figure, The Last Safe Place on Earth, Long Way from Chicago, Princess Ashley, Year Down Yonder
- Robert Newton Peck:  Clunie, A Day No Pigs Would Die, Extra Innings
- Rodman Philbrick:  Freak the Mighty, The Fire Pony
- Christopher Pike: The Season of Passage, Chain Letter and other thrillers
- Connie Porter:  Imani All Mine
- Francine Prose (primarily an author of adult fiction): After
- Philip Pullman: Ruby in the Smoke, Broken Bridge
- Wilson Rawls:  Where the Red Fern Grows
- Carolyn Reeder: Shades of Gray
- Ann Rinaldi:  A Break for Charity, The Last Silk Dress,
- Joyce Carol Oates:Numbering All the Bones, Wolf by the Ears, and other historical fiction
- J.K. Rowling:  the Harry Potter seria Harry Potter and the Philosopher's Stone, Harry Potter and the Chamber of Secrets, Harry Potter and the Prisoner of Azkaban, Harry Potter and the Goblet of Fire, Harry Potter and the Order of the Pheonix, Harry Potter and the Half-Blood prince.
- Cynthia Rylant: Missing May
- Louis Sachar:  Holes
- Alex Sanchez:  Rainbow Boys, So Hard to Say
- Dyan Sheldon:  Confessions of a Teenage Drama Queen
- Neal Shusterman:  The Dark Side of Nowhere, Downsiders, What Daddy Did
- Lemony Snicket (psuedonym): The Bad Beginning, The Reptile Room, and other titles in the set A Series of Unfortunate Events
- Sonya Sones: What My Mother Doesn't Know
- Gary Soto:  Afterlife, Baseball in April and other Stories
- Jerry Spinelli:  There's a Girl in My Hammerlock, Crash
- Nancy Springer:  I am Mordred, I am Morgan le Fay
- R.L. Stine : seria Goosebumps and Fear Street
- Rosemary Sutcliff:  (primarily an author of historical fiction)
- Janet Tashjian:  The Gospel According to Larry
- Mildred Taylor:  Roll of Thunder Hear My Cry, The Land
- Jean Thesman:  Appointment with a Stranger, Cattail Moon
- Joyce Carol Thomas: Marked by Fire
- Vivian Vande Velde:  Heir Apparent, Never Trust a Dead Man
- Cynthia Voigt:  Come a Stranger, Dicey's Song, Homecoming, Izzy, Willy-Nilly, Solitary Blue, Sons from Afar
- Rosemary Wells: Through the Hidden Door
- Nancy Werlin:  The Killer's Cousin
- Virginia Euwer Wolff:  True Believer
- Jacqueline Woodson:  Miracle's Boys
- Patricia C. Wrede
- Richard Wright:   Black Boy (autobiografie)
- Laurence Yep
- Jane Yolen:  Heart's Blood, Briar Rose
- Paul Zindel:  The Pigman, The Pigman's Legacy, I Never Loved Your Mind, My Darling My Hamburger, The Pigman's Legacy (autobiografie)
- Alain Fournier: Cărarea pierdută,
- Mircea Eliade: Jurnalul adolescentului miop,
- Simona Popescu: Exuvii,
- Ovidiu Verdeș: Muzici și faze,
- Ionel Teodoreanu: La Medeleni,
- Mihail Drumeș,  Invitație la vals, Elevul Dima dintr-a șaptea
- Radu Tudoran, Toate pânzele sus!
- Constantin Chiriță, Cireșarii, Johny Boambă
- Molnar Ferencz, Băieții din strada Pal"
- Dan Doboș, Elefantul în bostănărie!
- Stephenie Meyer, Amurg, Luna nouă, Eclipsa, Zori de zi